# 2015–2016-os szlovák labdarúgó-bajnokság (első osztály)
A 2015–2016-os szlovák labdarúgó-bajnokság (hivatalos nevén Fortuna liga) a szlovák labdarúgó-bajnokság legmagasabb szintű versenyének 23. alkalommal megrendezett bajnoki éve volt. A pontvadászat 12 csapat részvételével, 2015. július 18-án indult és 2016. május 28-án ért véget. 
A bajnoki címevédő az AS Trenčín, mely a klub történetének 1. bajnoki címe.

## A bajnokság rendszere
A pontvadászat 12 csapat részvételével zajlott, a csapatok a őszi-tavaszi lebonyolításban három teljes körös rendszerben mérkőztek meg egymással. Minden csapat minden csapattal háromszor játszott, kétszer pályaválasztóként, egyszer idegenben, vagy ennek ellentéteként egyszer pályaválasztóként, kétszer pedig idegenben. 
A pontvadászat végső sorrendjét a 33 bajnoki forduló eredményei határozzák meg a szerzett összpontszám alapján kialakított rangsor szerint. A mérkőzések győztes csapatai 3 pontot, döntetlen esetén mindkét csapat 1-1 pontot kap. Vereség esetén nem jár pont.
Azonos összpontszám esetén a bajnokság sorrendjét az alábbi szempontok alapján határozzák meg:
1. az egymás ellen játszott bajnoki mérkőzések pontkülönbsége;
2. az egymás ellen játszott bajnoki mérkőzések gólkülönbsége;
3. az egymás ellen játszott bajnoki mérkőzéseken szerzett gólok száma;
4. a bajnoki mérkőzések gólkülönbsége;
5. a bajnoki mérkőzéseken szerzett gólok száma;

A bajnokság győztese lett a 2015–16-os szlovák bajnok, az utolsó helyen végzett csapat pedig kiesett a másodosztályba.

## Változások a 2014–2015-ös szezont követően
Búcsúzott az élvonaltól
- Dukla Banská Bystrica 12. helyezettként
- Košice

Feljutott az élvonalba
- Zemplín Michalovce, a másodosztály győzteseként
- Skalica, a másodosztály 2. helyezettjeként

## Részt vevő csapatok
| Csapat             | Székhely       | Stadion                     | 2014–15     |
| ------------------ | -------------- | --------------------------- | ----------- |
| AS Trenčín         | Trencsén       | na Sihoti Stadion           | 1.          |
| Dunajská Streda    | Dunaszerdahely | DAC stadion                 | 8.          |
| Podbrezová         | Zólyombrézó    | Kolkáreň Stadion            | 11.         |
| Ružomberok         | Rózsahegy      | MFK Ružomberok Stadion      | 7.          |
| Senica             | Szenice        | FK Senica Stadion           | 5.          |
| Skalica            | Szakolca       | Mestský štadión Skalica     | 2. (II. o.) |
| Slovan Bratislava  | Pozsony        | Pasienky Stadion            | 3.          |
| Spartak Myjava     | Miava          | Myjava Labdarúgó Stadion    | 9.          |
| Spartak Trnava     | Nagyszombat    | Antona Malatinského Stadion | 4.          |
| ViOn Zlaté Moravce | Aranyosmarót   | FC ViOn Stadion             | 10.         |
| Žilina             | Zsolna         | pod Dubňom Stadion          | 2.          |
| Zemplín Michalovce | Nagymihály     | Zemplin Stadion             | 1. (II. o.) |

## A bajnokság végeredménye
| #   | Csapat              | M  | GY | D | V | G+ – G– | GK  | P  | Megjegyzések |
| --- | ------------------- | -- | -- | - | - | ------- | --- | -- | ------------ |
| 1.  | AS TrenčínCV        | 12 | 9  | 2 | 1 | 23–9    | +14 | 29 | SVK          |
| 2.  | Žilina              | 12 | 7  | 3 | 2 | 31–16   | +15 | 24 |              |
| 3.  | Slovan Bratislava   | 12 | 7  | 3 | 2 | 19–11   | +8  | 24 |              |
| 4.  | Spartak Myjava      | 12 | 7  | 2 | 3 | 15–12   | +3  | 23 |              |
| 5.  | Dunajská Streda     | 12 | 5  | 3 | 4 | 20–14   | +6  | 18 |              |
| 6.  | Ružomberok          | 12 | 4  | 5 | 3 | 17–15   | +2  | 17 |              |
| 7.  | Spartak Trnava      | 12 | 5  | 2 | 5 | 17–18   | −1  | 17 |              |
| 8.  | Senica              | 12 | 3  | 3 | 6 | 14–22   | −8  | 12 |              |
| 9.  | ViOn Zlaté Moravce  | 12 | 3  | 2 | 7 | 16–24   | −8  | 11 |              |
| 10. | SkalicaÚ            | 12 | 2  | 4 | 6 | 14–21   | −7  | 10 |              |
| 11. | Podbrezová          | 12 | 2  | 2 | 8 | 17–26   | −9  | 8  |              |
| 12. | Zemplín MichalovceÚ | 12 | 2  | 1 | 9 | 10–25   | −15 | 7  | 1. Liga      |

Forrás: soccerway.com (angolul) 
A rangsorolás alapszabályai: 1. összpontszám, 2. egymás elleni eredmények összpontszáma, 3. gólkülönbség, 4. szerzett gólok száma.
(B): Bajnokcsapat, (K): Kieső csapat, (F): Feljutó csapat, (I): Kupainduló, (R): A rájátszás győztese, (KGY): Kupagyőztes

## A góllövőlista élmezőnye
| # | Játékos          | Klub               | Gólok |
| - | ---------------- | ------------------ | ----- |
| 1 | Matúš Bero       | AS Trenčín         | 8     |
| 2 | Matej Jelić      | Žilina             | 6     |
| 2 | Erik Pačinda     | FC DAC 1904        | 6     |
| 2 | Szarka Ákos      | FC DAC 1904        | 6     |
| 2 | Léandre Tawamba  | ViOn Zlaté Moravce | 6     |
| 3 | Martin Jakubko   | Ružomberok         | 5     |
| 3 | Jaroslav Mihalík | Žilina             | 5     |
| 3 | Peter Sládek     | Spartak Myjava     | 5     |
| 3 | Gino van Kessel  | AS Trenčín         | 5     |
| 3 | Willian          | Žilina             | 5     |